# لاسلو أنتال
لاسلو أنتال (بالمجرية: Antal László)‏ هو لغوي مجري، ولد في 25 يونيو 1930 في Szob ‏ في المجر، وتوفي في 1993 في واشنطن العاصمة في الولايات المتحدة.